# 松平容貞
松平 容貞（まつだいら かたさだ）は、江戸時代中期の大名。陸奥国会津藩4代藩主。官位は従四位下・侍従兼肥後守、左近衛権少将。会津松平家第4代。

## 生涯
松平正容の八男として誕生。
享保16年（1731年）、父・正容の死去に伴い家督を相続する。享保20年（1735年）、8代将軍・徳川吉宗に拝謁し、 従四位下侍従兼肥後守に叙任。元文5年（1740年）、左近衛権少将に転任。寛延2年（1749年）12月、農民達による打ち壊しが発生し城下に及び、本年分の年貢の半減しこれを鎮めた。
寛延3年（1750年）、死去。享年27。家督は長男・容頌が継いだ。

## 系譜
父母
- 松平正容（父）
- 本妙院 - 伊知/市→美崎、塩見平右衛門行重の娘、側室（母）

正室
- 登茂、友、正覚院 ー 松平頼豊の娘

側室
- 貴養 ー 三田伊皿子の商家館新兵衛の娘
- 安恵氏
- 中村氏

子女
- 松平容頌（長男）生母は貴養（側室）
- 松平貞歴（次男。1746年 - 1755年）生母は貴養（側室）
- 員、輪光院 ー 稲葉正弘正室、生母は中村氏（側室）